# Маньківська селищна рада
Манькі́вська се́лищна ра́да — адміністративно-територіальна одиниця та орган місцевого самоврядування в Маньківському районі Черкаської області. Адміністративний центр — селище міського типу Маньківка.

## Загальні відомості
- Населення ради: 8 646 осіб (станом на 2001 рік)

## Населені пункти
Селищній раді підпорядковані населені пункти:
- смт Маньківка
- с-ще Жолудькове

## Склад ради
Рада складається з 30 депутатів та голови.
- Голова ради: Скакун Сергій Михайлович
- Секретар ради: Муковіз Іван Степанович

### Керівний склад попередніх скликань
| Прізвище, ім'я, по батькові | Основні відомості                                                | Дата обрання | Дата звільнення |
| --------------------------- | ---------------------------------------------------------------- | ------------ | --------------- |
| Скакун Сергій Михайлович    | Селищний голова, 1963 року народження, освіта вища               | 26.03.2006   | 31.10.2010      |
| Скакун Сергій Михайлович    | Селищний голова, 1963 року народження, освіта вища, безпартійний | 31.10.2010   |                 |

Примітка: таблиця складена за даними сайту Верховної Ради України

### Депутати
За результатами місцевих виборів 2010 року депутатами ради стали:

#### За суб'єктами висування
| Суб'єкт висування                                       | Кількість обраних депутатів | %    |
| ------------------------------------------------------- | --------------------------- | ---- |
| Самовисування                                           | 16                          | 53,3 |
| Народна партія                                          | 6                           | 20   |
| Політична партія «Фронт Змін»                           | 3                           | 10   |
| Українська Народна Партія                               | 2                           | 6,7  |
| Єдиний Центр                                            | 1                           | 3,3  |
| Комуністична партія України                             | 1                           | 3,3  |
| Соціально-екологічна партія «Союз. Чорнобиль. Україна.» | 1                           | 3,3  |

#### За округами
| № округу                                                | Прізвище, ім'я, по батькові      | Дата визнання обраним | Освіта  | Партійна приналежність                 | Відомості про обраного депутата                                                               |
| ------------------------------------------------------- | -------------------------------- | --------------------- | ------- | -------------------------------------- | --------------------------------------------------------------------------------------------- |
| Єдиний Центр                                            |                                  |                       |         |                                        |                                                                                               |
| 1                                                       | Манжола Леонід Петрович          | 04.11.2010            | вища    | член Єдиного Центру                    | тимчасово не працює                                                                           |
| Комуністична партія України                             |                                  |                       |         |                                        |                                                                                               |
| 24                                                      | Заворітній Василь Петрович       | 04.11.2010            | вища    | позапартійний                          | Маньківське відділення АТ Райфайзен Банк Аваль, начальник                                     |
| Народна Партія                                          |                                  |                       |         |                                        |                                                                                               |
| 5                                                       | Лисенко Володимир Оверкійович    | 04.11.2010            | середня | член Народної партії                   | пенсіонер                                                                                     |
| 7                                                       | Руденко Любов Андріївна          | 04.11.2010            | середня | член Народної партії                   | Маньківське відділення ЧГРІ"Приватбанку", керуюча                                             |
| 8                                                       | Товкес Олександр Анатолійович    | 04.11.2010            | вища    | позапартійний                          | ПП"Северин", майстер по Будівництву                                                           |
| 27                                                      | Кочергін Володимир Михайлович    | 04.11.2010            | вища    | член Народної партії                   | пенсіонер                                                                                     |
| 29                                                      | Ковган Павло Миколайович         | 04.11.2010            | вища    | член Народної партії                   | тимчасово не працює                                                                           |
| 30                                                      | Грекало Василь Миколайович       | 04.11.2010            | середня | член Народної партії                   | приватний підприємець                                                                         |
| Політична партія «Фронт Змін»                           |                                  |                       |         |                                        |                                                                                               |
| 4                                                       | Панасюк Володимир Валентинович   | 04.11.2010            | середня | член Політичної партії «Фронт Змін»    | пенсіонер                                                                                     |
| 13                                                      | Полюга Анатолій Іванович         | 04.11.2010            | середня | член Політичної партії «Фронт Змін»    | ПП"Северин", інспектор по випуску водіїв                                                      |
| 18                                                      | Рибачок Володимир Миколайович    | 04.11.2010            | середня | член Політичної партії «Фронт Змін»    | Маньківське РГОУТМР, головою президії                                                         |
| Соціально-екологічна партія «Союз. Чорнобиль. Україна.» |                                  |                       |         |                                        |                                                                                               |
| 17                                                      | Самойленко Віктор Володимирович  | 04.11.2010            | вища    | позапартійний                          | Військова частина А-1382, начальник відділу матеріально-технічного забезпечення               |
| Українська Народна Партія                               |                                  |                       |         |                                        |                                                                                               |
| 25                                                      | Новожилова Галина Федорівна      | 04.11.2010            | середня | позапартійна                           | тимчасово не працює                                                                           |
| 26                                                      | Баланчук Олексій Федорович       | 04.11.2010            | вища    | член Української Народної Партії       | Військова частина А-1382, технік                                                              |
| Самовисування                                           |                                  |                       |         |                                        |                                                                                               |
| 2                                                       | Цвинтарний Василь Михайлович     | 04.11.2010            | середня | позапартійний                          | тимчасово не працює                                                                           |
| 3                                                       | Брунь Анатолій Іванович          | 04.11.2010            | вища    | позапартійний                          | Маньківська райдержадміністрація, провідний спеціаліст відділу організаційно- кадрової роботи |
| 6                                                       | Заверуха Марія Іванівна          | 04.11.2010            | вища    | член Партії регіонів                   | пенсіонер                                                                                     |
| 9                                                       | Лещенко Віктор Олександрович     | 04.11.2010            | середня | позапартійний                          | приватний підприємець                                                                         |
| 10                                                      | Вівтенко Володимир Миколайович   | 04.11.2010            | вища    | позапартійний                          | Маньківська селищна рада, землевпорядник                                                      |
| 11                                                      | Барилко Сергій Васильович        | 04.11.2010            | вища    | позапартійний                          | Маньківська загальноосвітня школа I-III ст. № 1, директор                                     |
| 12                                                      | Галай Микола Андрійович          | 04.11.2010            | вища    | позапартійний                          | Маньківський РЕМ, директор                                                                    |
| 14                                                      | Лєщенко Петро Олександрович      | 04.11.2010            | середня | позапартійний                          | тимчасово не працює                                                                           |
| 15                                                      | Муковіз Іван Степанович          | 04.11.2010            | вища    | позапартійний                          | Маньківська селищна рада, секретар                                                            |
| 16                                                      | Новаківський Михайло Миколайович | 04.11.2010            | середня | позапартійний                          | приватний підприємець                                                                         |
| 19                                                      | Байдужий Олег Володимирович      | 04.11.2010            | вища    | позапартійний                          | Маньківський РВУМВС, дільничний інспектор                                                     |
| 20                                                      | Волощук Валентина Михайлівна     | 04.11.2010            | середня | позапартійна                           | Маньківський вузол зв'язку, бригадир листонош                                                 |
| 21                                                      | Ремінна Ольга Василівна          | 04.11.2010            | вища    | позапартійна                           | приватний підприємець                                                                         |
| 22                                                      | Підлубний Станіслав Вікторович   | 17.01.2011            | середня | член Політичної партії «Нова політика» | приватний підприємець                                                                         |
| 23                                                      | Безручко Руслан Павлович         | 04.11.2010            | вища    | позапартійний                          | Маньківська прокуратура, слідчий                                                              |
| 28                                                      | Монько Віктор Васильович         | 04.11.2010            | вища    | позапартійний                          | приватний підприємець                                                                         |